# Campeonato Sub-20 de la Concacaf de 2017
El Campeonato Sub-20 de la Concacaf de 2017 es la quinta edición del Campeonato Sub-20 de la Concacaf (26ª edición si se cuentan todas las épocas), el torneo internacional de fútbol masculino sub-20 organizado por la Concacaf. Se llevó a cabo en Costa Rica entre el 17 de febrero y el 5 de marzo de 2017. México era el campeón defensor, pero no pudo superar la fase de clasificación.
La competición se utilizó para determinar los cuatro representantes de Concacaf en la Copa Mundial de Fútbol Sub-20 de 2017, que se disputará en Corea del Sur. Clasificaron Estados Unidos, México, Honduras y Costa Rica.
El torneo también se usó para determinar las dos naciones caribeñas que participarán en los XXIII Juegos Centroamericanos y del Caribe de 2018. Trinidad y Tobago y Haití fueron los clasificados.

## Clasificación
| Equipo                                                                        | Clasificación       | Participaciones     | Mejores actuaciones                                                                      | Participaciones en la Copa Mundial de Fútbol Sub-20 |
| Zona norteamericana                                                           | Zona norteamericana | Zona norteamericana | Zona norteamericana                                                                      | Zona norteamericana                                 |
| ----------------------------------------------------------------------------- | ------------------- | ------------------- | ---------------------------------------------------------------------------------------- | --------------------------------------------------- |
| Canadá                                                                        | Automática          | 22                  | Campeones (1986, 1996)                                                                   | 8                                                   |
| México (CV)                                                                   | Automática          | 25                  | Campeones (1962, 1970, 1973, 1974, 1976, 1978, 1980, 1984, 1990, 1992, 2011, 2013, 2015) | 14                                                  |
| Estados Unidos                                                                | Automática          | 23                  | Subcampeones (1980, 1982, 1986, 1992, 2009, 2013)                                        | 14                                                  |
| La zona centroamericana clasificó a través de la eliminatoria centroamericana |                     |                     |                                                                                          |                                                     |
| Costa Rica                                                                    | Organizador         | 19                  | Campeones (1988, 2009)                                                                   | 8                                                   |
| Honduras                                                                      | Primer lugar        | 18                  | Campeones (1982, 1994)                                                                   | 6                                                   |
| El Salvador                                                                   | Segundo lugar       | 16                  | Campeones (1964)                                                                         | 1                                                   |
| Panamá                                                                        | Cuarto lugar        | 10                  | Subcampeones (2015)                                                                      | 5                                                   |
| La zona caribeña clasificó a través de la eliminatoria caribeña               |                     |                     |                                                                                          |                                                     |
| Antigua y Barbuda                                                             | Primero del Grupo A | 3                   | Primera ronda (1980, 1986)                                                               | 0                                                   |
| Bermudas                                                                      | Segundo del Grupo A | 12                  | Segunda ronda (1974, 1980)                                                               | 0                                                   |
| Haití                                                                         | Primero del Grupo B | 8                   | Segunda ronda (1978)                                                                     | 0                                                   |
| Trinidad y Tobago                                                             | Segundo del Grupo B | 19                  | Subcampeones (1990)                                                                      | 2                                                   |
| San Cristóbal y Nieves                                                        | Mejor tercero       | 2                   | Primera ronda (2007)                                                                     | 0                                                   |

Notas
1. ↑  El 28 de octubre de 2016 la FIFA suspendió a la Federación Nacional de Fútbol de Guatemala por injerencia política del Gobierno de Guatemala. Hasta que se levante la suspensión, no se permite a los equipos guatemaltecos participar en competiciones internacionales.[2] Concacaf había fijado la fecha límite del 20 de noviembre de 2016 para que se levantara la suspensión, de lo contrario, por regla, Guatemala sería descalificada del Campeonato Sub-20 de la Concacaf de 2017 y cualquier equipo sustituto o revisión del formato del torneo se discutiría pasada la fecha límite fijada.[3] El 22 de noviembre Concacaf anunció que Panamá, cuarto clasificado en América Central, ocuparía el lugar de Guatemala, tercero en la clasificación de Centroamérica.[4]

## Sedes
Sólo se usaron dos estadios en esta edición:
| San José                                         | San José Tibás |
| Estadio Nacional de Costa Rica Capacidad: 35.175 | San José Tibás |
|                                                  | San José Tibás |
| Tibás                                            | San José Tibás |
| Ricardo Saprissa Aymá Capacidad: 23.112          | San José Tibás |
|                                                  | San José Tibás |

## Sorteo
El sorteo se llevó a cabo el 29 de noviembre de 2016 a las 18:00 CST (UTC-6) en El Cubo, Estadio Nacional, San José, Costa Rica, y se transmitió en vivo a través de CONCACAF.com.
A diferencia de los torneos anteriores, los 12 equipos se dividieron en tres grupos de cuatro equipos en la fase de grupos. Costa Rica, México y Estados Unidos fueron ubicados en cada uno de los tres grupos.
- México, como campeón del Campeonato Sub-20 de la Concacaf de 2015, fue ubicado en la posición A1.
- Estados Unidos, como el mejor equipo de Concacaf en la Copa Mundial de Fútbol Sub-20 de 2015, fue ubicado en la posición B1.
- Costa Rica, como organizador, fue ubicada en la posición C1.

Los nueve equipos restantes se asignaron a los bombos 2-4, diseñado para asegurar grupos equilibrados y competitivos ponderados igualmente por región.
| Cabezas de serie                       | Bombo 2                           | Bombo 3                              | Bombo 4                                                 |
| -------------------------------------- | --------------------------------- | ------------------------------------ | ------------------------------------------------------- |
| - México - Estados Unidos - Costa Rica | - Panamá - Honduras - El Salvador | - Canadá - Trinidad y Tobago - Haití | - Antigua y Barbuda - Bermudas - San Cristóbal y Nieves |

Los dos primeros equipos de cada grupo en la fase de grupos avanzan a la fase de clasificación, donde los seis equipos se dividen en dos grupos de tres equipos. Los primeros y segundos de cada grupo se ubicaron aleatoriamente de a pares en los dos grupos (D y E) para la clasificación.
Los dos primeros equipos de cada grupo en la clasificación se clasifican para la Copa Mundial de Fútbol Sub-20 de 2017. Los ganadores del grupo también avanzan a la final para decidir el campeón del Campeonato Sub-20 de la Concacaf de 2017.

## Fase de grupos
Los dos primeros de cada grupo avanzan a la fase de clasificación.
Todos los horarios son locales, CST (UTC-6).

### Grupo A
| Pos. | Equipo                | Pts. | PJ | G | E | P | GF | GC | Dif. | Clasificación          |
| ---- | --------------------- | ---- | -- | - | - | - | -- | -- | ---- | ---------------------- |
| 1    | México                | 9    | 3  | 3 | 0 | 0 | 9  | 0  | +9   | Ronda de Clasificación |
| 2    | Honduras              | 6    | 3  | 2 | 0 | 1 | 5  | 2  | +3   | Ronda de Clasificación |
| 3    | Canadá (E)            | 3    | 3  | 1 | 0 | 2 | 2  | 6  | −4   |                        |
| 4    | Antigua y Barbuda (E) | 0    | 3  | 0 | 0 | 3 | 1  | 9  | −8   |                        |

 Fuente: CONCACAF
Criterios de clasificación: 
| 17 de febrero de 2017, 18:30 | Honduras    | 1:0 (0:0) | Canadá | Estadio Ricardo Saprissa, Tibás |                         |
|                              | Álvarez 78' | Reporte   |        | Árbitro(s): Oscar Reyna         | Árbitro(s): Oscar Reyna |

| 17 de febrero de 2017, 21:00 | México                               | 3:0 (3:0) | Antigua y Barbuda | Estadio Ricardo Saprissa, Tibás |                           |
|                              | Cisneros 2' 45+1' · Allen 15' (a.g.) | Reporte   |                   | Árbitro(s): Javier Santos       | Árbitro(s): Javier Santos |

| 20 de febrero de 2017, 18:00 | Antigua y Barbuda | 1:4 (0:1) | Honduras                                                    | Estadio Nacional, San José      |                                 |
|                              | Wildin 53'        | Reporte   | Stevens 8' (a.g.) · Martínez 47' · Vuelto 60' · Álvarez 80' | Árbitro(s): Jafeth Perea Amador | Árbitro(s): Jafeth Perea Amador |

| 20 de febrero de 2017, 20:30 | México                                                       | 5:0 (2:0) | Canadá | Estadio Nacional, San José |                          |
|                              | Córdova 36' · Cisneros 40' 65' · Zamudio 82' · Aguirre 90+3' | Reporte   |        | Árbitro(s): Marlon Mejía   | Árbitro(s): Marlon Mejía |

| 23 de febrero de 2017, 14:30 | Antigua y Barbuda | 0:2 (0:1) | Canadá                   | Estadio Ricardo Saprissa, Tibás |                         |
|                              |                   | Reporte   | Twardek 23' · Hundal 90' | Árbitro(s): Oscar Reyna         | Árbitro(s): Oscar Reyna |

| 23 de febrero de 2017, 17:00 | México       | 1:0 (0:0) | Honduras | Estadio Ricardo Saprissa, Tibás |                           |
|                              | Cisneros 67' | Reporte   |          | Árbitro(s): Ismail Eifath       | Árbitro(s): Ismail Eifath |

### Grupo B
| Pos. | Equipo                     | Pts. | PJ | G | E | P | GF | GC | Dif. | Clasificación          |
| ---- | -------------------------- | ---- | -- | - | - | - | -- | -- | ---- | ---------------------- |
| 1    | Panamá                     | 9    | 3  | 3 | 0 | 0 | 8  | 1  | +7   | Ronda de Clasificación |
| 2    | Estados Unidos             | 6    | 3  | 2 | 0 | 1 | 8  | 3  | +5   | Ronda de Clasificación |
| 3    | Haití (E)                  | 3    | 3  | 1 | 0 | 2 | 7  | 8  | −1   |                        |
| 4    | San Cristóbal y Nieves (E) | 0    | 3  | 0 | 0 | 3 | 2  | 13 | −11  |                        |

 Fuente: CONCACAF
Criterios de clasificación: Group stage tiebreakers
| 18 de febrero de 2017, 13:30 | San Cristóbal y Nieves | 1:5 (0:2) | Haití                                                            | Estadio Ricardo Saprissa, Tibás |                          |
|                              | Sutton 54'             | Reporte   | Sanon 5' · Chevreuil 24' · Campoy 48' · Desire 86' · Damus 90+4' | Árbitro(s): Drew Fischer        | Árbitro(s): Drew Fischer |

| 18 de febrero de 2017, 16:00 | Estados Unidos | 0:1 (0:1) | Panamá    | Estadio Ricardo Saprissa, Tibás |                            |
|                              |                | Reporte   | Ávila 37' | Árbitro(s): Armando Castro      | Árbitro(s): Armando Castro |

| 21 de febrero de 2017, 15:00 | Panamá                                               | 4:0 (1:0) | San Cristóbal y Nieves | Estadio Nacional, San José |                            |
|                              | Andrade 39' · L. Ávila 48' · R. Ávila 57' (pen.) 65' | Reporte   |                        | Árbitro(s): Henry Bejarano | Árbitro(s): Henry Bejarano |

| 21 de febrero de 2017, 17:30 | Estados Unidos                              | 4:1 (1:1) | Haití    | Estadio Nacional, San José  |                             |
|                              | Lennon 28' (pen.) 53' 58' · De La Torre 52' | Reporte   | Dede 15' | Árbitro(s): Valdin Legister | Árbitro(s): Valdin Legister |

| 24 de febrero de 2017, 15:00 | Panamá                                        | 3:1 (1:1) | Haití      | Estadio Ricardo Saprissa, Tibás |                            |
|                              | R. Ávila 12' (pen.) 73' (pen.) · L. Ávila 88' | Reporte   | Desire 36' | Árbitro(s): Armando Castro      | Árbitro(s): Armando Castro |

| 24 de febrero de 2017, 17:30 | Estados Unidos                           | 4:1 (4:0) | San Cristóbal y Nieves | Estadio Ricardo Saprissa, Tibás |                          |
|                              | Lennon 16' · Lewis 20' · Saucedo 35' 41' | Reporte   | Martin 77'             | Árbitro(s): Marlon Mejía        | Árbitro(s): Marlon Mejía |

### Grupo C
| Pos. | Equipo                | Pts. | PJ | G | E | P | GF | GC | Dif. | Clasificación          |
| ---- | --------------------- | ---- | -- | - | - | - | -- | -- | ---- | ---------------------- |
| 1    | El Salvador           | 6    | 3  | 2 | 0 | 1 | 5  | 3  | +2   | Ronda de Clasificación |
| 2    | Costa Rica (H)        | 6    | 3  | 2 | 0 | 1 | 3  | 2  | +1   | Ronda de Clasificación |
| 3    | Trinidad y Tobago (E) | 4    | 3  | 1 | 1 | 1 | 3  | 3  | 0    |                        |
| 4    | Bermudas (E)          | 1    | 3  | 0 | 1 | 2 | 3  | 6  | −3   |                        |

 Fuente: CONCACAF
Criterios de clasificación: 
| 19 de febrero de 2017, 13:30 | Bermudas | 1:1 (0:1) | Trinidad y Tobago | Estadio Ricardo Saprissa, Tibás |                           |
|                              | Lowe 69' | Reporte   | St. Hillaire 23'  | Árbitro(s): Erick Miranda       | Árbitro(s): Erick Miranda |

| 19 de febrero de 2017, 16:00 | Costa Rica | 0:1 (0:0) | El Salvador   | Estadio Ricardo Saprissa, Tibás |                           |
|                              |            | Reporte   | Domínguez 65' | Árbitro(s): Ismail Eifath       | Árbitro(s): Ismail Eifath |

| 22 de febrero de 2017, 17:30 | El Salvador                               | 3:1 (2:0) | Bermudas     | Estadio Nacional, San José   |                              |
|                              | Domínguez 21' · Castillo 65' · Rivera 67' | Reporte   | Burchall 75' | Árbitro(s): Melvin Matamoros | Árbitro(s): Melvin Matamoros |

| 22 de febrero de 2017, 20:00 | Costa Rica | 1:0 (0:0) | Trinidad y Tobago | Estadio Nacional, San José  |                             |
|                              | Leal 57'   | Reporte   |                   | Árbitro(s): Kevin Morrisson | Árbitro(s): Kevin Morrisson |

| 25 de febrero de 2017, 14:30 | El Salvador   | 1:2 (1:1) | Trinidad y Tobago              | Estadio Nacional, San José |                           |
|                              | Contreras 50' | Reporte   | Mitchell 47' · St.Hillaire 70' | Árbitro(s): Erick Miranda  | Árbitro(s): Erick Miranda |

| 25 de febrero de 2017, 17:00 | Costa Rica                   | 2:1 (1:1) | Bermudas | Estadio Nacional, San José |                          |
|                              | Tyrell 43' (a.g.) · Leal 50' | Reporte   | Lowe 26' | Árbitro(s): Drew Fischer   | Árbitro(s): Drew Fischer |

## Fase de clasificación

### Grupo D
| Pos. | Equipo          | Pts. | PJ | G | E | P | GF | GC | Dif. | Clasificación          |
| ---- | --------------- | ---- | -- | - | - | - | -- | -- | ---- | ---------------------- |
| 1    | Estados Unidos  | 6    | 2  | 2 | 0 | 0 | 3  | 1  | +2   | Final y Mundial Sub-20 |
| 2    | México          | 3    | 2  | 1 | 0 | 1 | 6  | 2  | +4   | Mundial Sub-20         |
| 3    | El Salvador (E) | 0    | 2  | 0 | 0 | 2 | 2  | 8  | −6   |                        |

 Fuente: CONCACAF
Criterios de clasificación: 
| 27 de febrero de 2017, 16:00 | Estados Unidos   | 1:0 (1:0) | México | Estadio Ricardo Saprissa, Tibás |                              |
|                              | Palmer-Brown 29' | Reporte   |        | Árbitro(s): Melvin Matamoros    | Árbitro(s): Melvin Matamoros |

| 1 de marzo de 2017, 16:30 | México                                                                    | 6:1 (4:0) | El Salvador  | Estadio Nacional, San José |                            |
|                           | Antuna 10' 16' 89' · Ayala 17' (a.g.) · Aguirre 33' · Cisneros 78' (pen.) | Reporte   | Castillo 65' | Árbitro(s): Henry Bejarano | Árbitro(s): Henry Bejarano |

| 3 de marzo de 2017, 12:30 | Estados Unidos             | 2:1 (1:0) | El Salvador | Estadio Nacional, San José      |                                 |
|                           | Sabbi 18' · Williamson 25' | Reporte   | Márquez 35' | Árbitro(s): Jafeth Perea Amador | Árbitro(s): Jafeth Perea Amador |

### Grupo E
| Pos. | Equipo         | Pts. | PJ | G | E | P | GF | GC | Dif. | Clasificación          |
| ---- | -------------- | ---- | -- | - | - | - | -- | -- | ---- | ---------------------- |
| 1    | Honduras       | 6    | 2  | 2 | 0 | 0 | 4  | 1  | +3   | Final y Mundial Sub-20 |
| 2    | Costa Rica (H) | 1    | 2  | 0 | 1 | 1 | 2  | 3  | −1   | Mundial Sub-20         |
| 3    | Panamá (E)     | 1    | 2  | 0 | 1 | 1 | 1  | 3  | −2   |                        |

 Fuente: CONCACAF
Criterios de clasificación: 
| 27 de febrero de 2017, 18:30 | Panamá | 0:2 (0:1) | Honduras                | Estadio Ricardo Saprissa, Tibás |                           |
|                              |        | Reporte   | Vuelto 6' · Álvarez 81' | Árbitro(s): Ismail Elfath       | Árbitro(s): Ismail Elfath |

| 1 de marzo de 2017, 19:00 | Honduras                  | 2:1 (0:0) | Costa Rica | Estadio Nacional, San José |                           |
|                           | Maldonado 49' · Grant 70' | Reporte   | Reyes 47'  | Árbitro(s): Erick Miranda  | Árbitro(s): Erick Miranda |

| 3 de marzo de 2017, 15:00 | Panamá         | 1:1 (0:1) | Costa Rica | Estadio Nacional, San José |                          |
|                           | Hinestroza 57' | Reporte   | Leal 9'    | Árbitro(s): Drew Fischer   | Árbitro(s): Drew Fischer |

## Final
| 5 de marzo de 2017, 16:00 | Estados Unidos                                  | 0:0 (5:3 p.)               | Honduras                              | Estadio Nacional, San José |                            |
|                           |                                                 | Reporte                    |                                       | Árbitro(s): Henry Bejarano | Árbitro(s): Henry Bejarano |
|                           |                                                 | Tiros desde el punto penal |                                       |                            |                            |
|                           | - Lennon - Craft - Sabbi - De La Torre - Acosta |                            | - Álvarez - Martínez - Grant - Flores |                            |                            |

|                                    |
| Bandera de Estados Unidos          |
| Campeón Estados Unidos 1.er título |

## Clasificados a la Copa Mundial de Fútbol Sub-20 Corea del Sur 2017
| Bandera de Costa Rica | Bandera de Estados Unidos | Bandera de Honduras | Bandera de México |
| Costa Rica            | Estados Unidos            | Honduras            | México            |

## Clasificados a los XXIII Juegos Centroamericanos y del Caribe 2018
El campeonato se utilizó para decidir a los dos equipos de la Unión Caribeña de Fútbol que se clasificarían para los Juegos Centroamericanos y del Caribe de 2018. Como ninguno de los cinco equipos caribeños alcanzó la fase de clasificación, fueron clasificados por su desempeño en la fase de grupos.
| Selección              | Pts. | PJ | PG | PE | PP | GF | GC | Dif |
| ---------------------- | ---- | -- | -- | -- | -- | -- | -- | --- |
| Trinidad y Tobago      | 4    | 3  | 1  | 1  | 1  | 3  | 3  | 0   |
| Haití                  | 3    | 3  | 1  | 0  | 2  | 7  | 8  | -1  |
| Bermudas               | 1    | 3  | 0  | 1  | 2  | 3  | 6  | -3  |
| Antigua y Barbuda      | 0    | 3  | 0  | 0  | 3  | 1  | 9  | -8  |
| San Cristóbal y Nieves | 0    | 3  | 0  | 0  | 3  | 2  | 13 | -11 |

## Estadísticas

### Clasificación general
| Pos. | Equipo                 | Pts | PJ | PG | PE | PP | GF | GC | Dif. | Rend.  |
| ---- | ---------------------- | --- | -- | -- | -- | -- | -- | -- | ---- | ------ |
| 1    | Estados Unidos         | 13  | 6  | 4  | 1  | 1  | 11 | 4  | +7   | 72.22% |
| 2    | Honduras               | 13  | 6  | 4  | 1  | 1  | 9  | 3  | +6   | 72.22% |
| 3    | México                 | 12  | 5  | 4  | 0  | 1  | 15 | 2  | +13  | 80%    |
| 4    | Costa Rica             | 7   | 5  | 2  | 1  | 2  | 5  | 5  | 0    | 46.67% |
| 5    | Panamá                 | 10  | 5  | 3  | 1  | 1  | 9  | 4  | +5   | 66.67% |
| 6    | El Salvador            | 6   | 5  | 2  | 0  | 3  | 7  | 11 | -4   | 40%    |
| 7    | Trinidad y Tobago      | 4   | 3  | 1  | 1  | 1  | 3  | 3  | 0    | 44.44% |
| 8    | Haití                  | 3   | 3  | 1  | 0  | 2  | 7  | 8  | -1   | 33.33% |
| 9    | Canadá                 | 3   | 3  | 1  | 0  | 2  | 2  | 6  | -4   | 33.33% |
| 10   | Bermudas               | 1   | 3  | 0  | 1  | 2  | 2  | 6  | -4   | 11.11% |
| 11   | Antigua y Barbuda      | 0   | 3  | 0  | 0  | 3  | 1  | 9  | -8   | 0%     |
| 12   | San Cristóbal y Nieves | 0   | 3  | 0  | 0  | 3  | 2  | 13 | -11  | 0%     |

### Goleadores
| Jugador          | Selección      | Goles |
| ---------------- | -------------- | ----- |
| Ronaldo Cisneros | México         | 6     |
| Brooks Lennon    | Estados Unidos | 4     |
| Ricardo Ávila    | Panamá         | 4     |

| Lista completa            | Lista completa         | Lista completa |
| Jugador                   | Selección              | Goles          |
| ------------------------- | ---------------------- | -------------- |
| Jorge Álvarez             | Honduras               | 3              |
| Uriel Antuna              | México                 | 3              |
| Leandro Ávila Santamaría  | Panamá                 | 3              |
| Randall Leal Arley        | Costa Rica             | 3              |
| Fernando Castillo         | El Salvador            | 2              |
| Roberto Domínguez Fuentes | El Salvador            | 2              |
| Sebastián Saucedo         | Estados Unidos         | 2              |
| Darixon Vuelto            | Honduras               | 2              |
| Eduardo Daniel Aguirre    | México                 | 2              |
| Jonel Desire              | Haití                  | 2              |
| Kathon St. Hillaire       | Trinidad y Tobago      | 2              |
| Luther Wildin             | Antigua y Barbuda      | 1              |
| Oneko Lowe                | Bermudas               | 2              |
| Mazhye Burchall           | Bermudas               | 1              |
| Kristopher Twardek        | Canadá                 | 1              |
| Shaan Hundal              | Canadá                 | 1              |
| Andy Reyes                | Costa Rica             | 1              |
| Josué Rivera Arévalo      | El Salvador            | 1              |
| José Contreras            | El Salvador            | 1              |
| Luca De La Torre          | Estados Unidos         | 1              |
| Jon Lewis                 | Estados Unidos         | 1              |
| Erik Palmer-Brown         | Estados Unidos         | 1              |
| Jimmy Sanon               | Haití                  | 1              |
| Brian Chevreuil           | Haití                  | 1              |
| Alessandro Campoy         | Haití                  | 1              |
| Ronaldo Damus             | Haití                  | 1              |
| Kenley Dede               | Haití                  | 1              |
| Douglas Martínez          | Honduras               | 1              |
| Denil Maldonado           | Honduras               | 1              |
| Foslyn Grant              | Honduras               | 1              |
| Francisco Córdova Reyes   | México                 | 1              |
| Claudio Zamudio           | México                 | 1              |
| Andrés Andrade Cedeño     | Panamá                 | 1              |
| Javier Sutton             | San Cristóbal y Nieves | 1              |
| Romario Martin            | San Cristóbal y Nieves | 1              |
| Jabari Mitchell           | Trinidad y Tobago      | 1              |

| Jugador               | Selección         | Rival      | Anotado · Autogol |
| --------------------- | ----------------- | ---------- | ----------------- |
| Vashami Allen         | Antigua y Barbuda | México     | 1                 |
| Jarmarlie Stevens     | Antigua y Barbuda | Honduras   | 1                 |
| Tehvan Tyrell         | Bermudas          | Costa Rica | 1                 |
| Walter Ayala Chiguila | El Salvador       | México     | 1                 |

### Disciplina
| Jugador                | Selección         | Tarjetas amarillas | Doble tarjeta amarilla y roja | Tarjetas rojas |
| ---------------------- | ----------------- | ------------------ | ----------------------------- | -------------- |
| Ivenet Noel            | Haití             |                    |                               | 1              |
| Ronaldo Damus          | Haití             |                    |                               | 1              |
| Esteban González       | Costa Rica        | 1                  | 1                             |                |
| Emerson Georges        | Haití             | 1                  | 1                             |                |
| Stevenson Guillaume    | Haití             | 1                  | 1                             |                |
| Mikiel Thomas          | Bermudas          | 2                  |                               |                |
| Fardyson Pierre        | Haití             | 2                  |                               |                |
| Javorn Stevens         | Antigua y Barbuda | 1                  |                               |                |
| Mattew Hall            | Antigua y Barbuda | 1                  |                               |                |
| Kacy Butterfield       | Bermudas          | 1                  |                               |                |
| Tahzeiko Harris        | Bermudas          | 1                  |                               |                |
| Luca Ucello            | Canadá            | 1                  |                               |                |
| Thomas Milleur-Giguere | Canadá            | 1                  |                               |                |
| Bernald Alfaro         | Costa Rica        | 1                  |                               |                |
| Denilson Vidal         | El Salvador       | 1                  |                               |                |
| Kevin Reyes            | El Salvador       | 1                  |                               |                |
| Fernando Castillo      | El Salvador       | 1                  |                               |                |
| Josué Santos           | El Salvador       | 1                  |                               |                |
| Luca De La Torre       | Estados Unidos    | 1                  |                               |                |
| Sebastián Saucedo      | Estados Unidos    | 1                  |                               |                |
| José García            | Honduras          | 1                  |                               |                |
| Jiovany Ramos          | Panamá            | 1                  |                               |                |
| Cristian Martínez      | Panamá            | 1                  |                               |                |
| Ronaldo Córdoba        | Panamá            | 1                  |                               |                |
| Isaiah García          | Trinidad y Tobago | 1                  |                               |                |

## Cobertura televisiva
- Costa Rica: Teletica y Repretel
- México: TVC Deportes
- Honduras: Televicentro
- Panamá: RPC TV
- Estados Unidos: Univision Deportes
- El Salvador: Telecorporación Salvadoreña
- Guatemala: Albavisión (Tele Once y Trecevisión).